# Sunbeam-Talbot 2 litre
Der Sunbeam-Talbot 2 litre ist ein Personenwagen, den die Rootes Group 1939 in Ergänzung des kleineren Sunbeam-Talbot Ten herausbrachte. Beide gehörten zu den ersten Modellen der 1938 neu etablierten Marke Sunbeam-Talbot. 

## Modellbeschreibung
Der Sunbeam-Talbot 2 litre Modell war als viertürige Limousine, als Cabriolet oder Tourer verfügbar. Die klassische Limousine mit geschwungenen Kotflügeln und freistehenden Scheinwerfern hatte den seitengesteuerten 4-Zylinder-Reihenmotor des Hillman 14 hp mit 1944 cm³ Hubraum, der 56 bhp (41 kW) Leistung entwickelte. Alle 4 Räder waren an Halbelliptik-Blattfedern aufgehängt. Das Fahrzeug erreichte eine Höchstgeschwindigkeit von 116 km/h. 
1948 wurde das Modell durch den moderneren Sunbeam-Talbot 90 ersetzt.